# Школьникова, Елена Петровна
Еле́на Петро́вна Шко́льникова (род. 21 апреля 1952, Москва) ― советская российская оперная певица, Заслуженная артистка РСФСР (1986), Народная артистка Российской Федерации (2000), солистка Московской государственной академической филармонии.

## Биография
Родилась 21 апреля 1952 года в Москве в семье  Петра Ниловича Демичева, политического и государственного деятеля, Министра культуры СССР с 1974 по 1986 год. Мать ― Мария Николаевна, профессиональная певица, в течение 20 лет служила в Государственном академическом русском хоре имени А.В. Свешникова.
Окончила музыкальную школу имени Гнесиных и поступила в музыкальное училище имени Гнесиных на дирижерско-хоровое отделение. Закончив это училище, Елена два года училась на вокальном факультете музыкального училища при Московской консерватории в классе профессора,  Народной артистки РСФСР Елены Кругликовой. Затем с 1973 по 1978 годы училась на вокальном факультете Московской консерватории.
В 1978 году после окончания Московской консерватории Школьникову приняли в аспирантуру и одновременно в практикантскую группу Большого театра. Через год она была зачислена в стажерскую группу театра, и после исполнения партии Деспины в опере Вольфганга Амадея Моцарта «Так поступают все женщины» она была переведена в труппу Большого театра в качестве солистки оперы.
За 18 лет работы в Главном театре страны Елена Школьникова создала целый ряд выразительных запоминающихся образов.
С 1996 года стала солисткой Московской Государственной филармонии. Выступала с разными музыкальными коллективами: с духовым оркестром Большого театра под руководством В. Андропова, с секстетом Большого театра, с симфоническими оркестрами под руководством Владимира Федосеева, Вероники Дударовой, Дмитрия Китаенко, с Национальным академическим оркестром народных инструментов России имени Н.П. Осипова под управлением Николая Калинина. С секстетом Большого театра много гастролировала по таким странам, как  Италия, Греция, Япония, Болгария, Германия и Турция.
Школьникова долгие годы тесно сотрудничала с Симфоническим оркестром радио и телевидения под управлением Александра Георгиевича Михайлова, который был её супругом. Михайлов трагически погиб в 1996 году.
В 1998—2002 годах гастролировала с сольными концертами в Швейцарии, Германии, Турции. Выступая на лучших сценах мира, исполняла сочинения самые разнообразные по жанру, форме, содержанию. Здесь и классические арии из опер, и вокальные сочинения в сопровождении органа, оригинальные произведения современных композиторов, фрагменты из оперетт, популярные песни.
Лауреат Международного конкурса вокалистов имени Виотти в Верчелли (Италия, 1983).
За вклад в развитие российского оперного искусства Елена Петровна Школьникова была удостоена почётных званий «Заслуженная артистка РСФСР» в 1986 году и «Народная артистка Российской Федерации» в 2000 году.

## Театральные работы
- Бригитта («Иоланта» П. И. Чайковского)
- Ксения («Борис Годунов» М. П. Мусоргского)
- Прилепа («Пиковая дама» П. И. Чайковского)
- Деспина («Так поступают все женщины» В. Моцарта)
- Соня Гурвич («Зори здесь тихие» К. Молчанова)
- Оскар («Бал-маскарад» Дж. Верди)
- Ольга («Повесть о настоящем человеке» С. Прокофьева)
- Антонида («Иван Сусанин» М. И. Глинки)
- Марфа («Царская невеста» Н. А. Римского-Корсакова)
- София («Вертер» Ж. Массне)
- Луиза («Дуэнья» С. Прокофьева)
- Ифигения («Ифигения в Авлиде» К. В. Глюка)
- Виолетта («Травиата» Дж. Верди)